# Самліно
Самліно (пол. Samlino) — село в Польщі, у гміні Ґольчево Каменського повіту Західнопоморського воєводства.
Населення — 214 осіб (2011).
У 1975-1998 роках село належало до Щецинського воєводства.

## Демографія
Демографічна структура станом на 31 березня 2011 року:
|          | Загалом | Допрацездатний вік | Працездатний вік | Постпрацездатний вік |
| -------- | ------- | ------------------ | ---------------- | -------------------- |
| Чоловіки | 114     | 18                 | 82               | 14                   |
| Жінки    | 100     | 20                 | 54               | 26                   |
| Разом    | 214     | 38                 | 136              | 40                   |